# تشارلز تومسون سوليفان
تشارلز تومسون سوليفان هو رياضياتي كندي، ولد في 9 سبتمبر 1884، وتوفي في 17 سبتمبر 1948.